# 1942年9月10日日食
1942年9月10日日食是一次日偏食，發生於1942年9月10日。新月當天（即朔日），地球上觀測到月球和太阳的角距離極小，此時月球如果恰好在月球交點附近，穿過太阳和地球之間，與地球、太阳接近一直線，則會出現日食。由於月球偏北或偏南，本影及偽本影從地球以北或以南經過而未接觸地表，只有半影覆蓋了地球北端或南端部分區域，形成日偏食。此次日偏食月球偏北，出現在北美洲北部、欧洲大部和周邊部分地區。

## 日食概況

### 出現區域
本次日偏食可在阿拉斯加領地（今美国阿拉斯加州東北角）、加拿大北部、紐芬蘭自治領（今加拿大紐芬蘭與拉布拉多省）北端、格陵兰、苏联西部（今俄罗斯西部及其他所有位於欧洲的加盟共和國）和所有其他欧洲國家、北非北部、土耳其西部看到。

### 基本參數
- 類型：日偏食
- 食分最大處（位於苏联新地島以西約50公里的巴倫支海）資料：
  - 時間：1942年9月10日15:39:06
  - 地點：71°54′N 50°00′E / 71.9°N 50.0°E
  - 食分：0.5231（日食帶內最大）[3]

## 相關的日食

### 1939-1942年的日食
月球交替位於相對的月球交點時，以半個交點年（食年），即約177天又4小時間隔出現下列日食。
| 降交點                                          | 降交點                   |          | 升交點                   | 升交點 |
| 沙羅周期                                        | 地圖                     | 沙羅周期 | 地圖                     |        |
| 118                                             | 1939年4月19日 環食       | 123      | 1939年10月12日 全食      |        |
| 128                                             | 1940年4月7日 環食        | 133      | 1940年10月1日 全食       |        |
| 138                                             | 1941年3月27日 環食       | 143      | 1941年9月21日 全食       |        |
| 148                                             | 1942年3月16日 偏食（南） | 153      | 1942年9月10日 偏食（北） |        |
| 註：1942年8月12日的日偏食屬於下一組交點年系列。 |                          |          |                          |        |

### 沙羅周期
沙羅周期長度為18年11天。本次日食屬於沙羅周期153，共包含70次日食，依次為1870年7月28日至2086年12月6日的13次日偏食、2104年12月17日至2970年5月26日的49次日環食、2988年6月5日至3114年8月22日的8次日偏食，總共歷時1244.08年。本周期並無日全食。
下表列舉了1901年至2100年間發生的屬於該周期的日食，是第3至13次：
| 3              | 4             | 5              |
| -------------- | ------------- | -------------- |
| 1906年8月20日  | 1924年8月30日 | 1942年9月10日  |
| 6              | 7             | 8              |
| 1960年9月20日  | 1978年10月2日 | 1996年10月12日 |
| 9              | 10            | 11             |
| 2014年10月23日 | 2032年11月3日 | 2050年11月14日 |
| 12             | 13            |                |
| 2068年11月24日 | 2086年12月6日 |                |

## 資料來源
1. ↑  樊忠玉. . 中国天文科普网.   [2016-03-26]. （原始内容存档于2014-09-17）.
2. ↑  Fred Espenak. . NASA Eclipse Web Site.   [2016-03-26]. （原始内容存档于2020-10-28）.（英文）
3. ↑  Fred Espenak. . NASA Eclipse Web Site.   [2016-03-26]. （原始内容存档于2020-10-28）.（英文）
4. ↑  Fred Espenak. . NASA Eclipse Web Site.（英文）

## 外部連結
- NASA日食專頁（页面存档备份，存于）（英文）
- 可見區域圖和時間統計：由弗雷德·埃斯佩納克做出的日食預報，NASA/GSFC
  - 貝塞爾元素

| \| \| 日食 \|                             |                              |                                          |
| 上一次日食： 1942年8月12日日食 （日偏食） | 1942年9月10日日食 （日偏食） | 下一次日食： 1943年2月4日日食 （日全食） |
| 上一次日偏食： 1942年8月12日日食          | 1942年9月10日日食 （日偏食） | 下一次日偏食： 1946年1月3日日食          |
|                                           | 日食                         |                                          |